# Die Dschungelgöttin
Die Dschungelgöttin ist ein US-amerikanischer Abenteuerfilm aus dem Jahr 1950 von William Berke. Produziert von der Sam Katzman Corp. ist er der vierte von 16 Filmen, die auf dem Comicstrip Jungle Jim von Alex Raymond, der ab 1934 veröffentlicht wurde, basieren.

## Handlung
Jungle Jim wird von einem Missionar und dem Häuptling Mahala gebeten, einer mysteriösen weißen Frau, die alleine im Dschungel mit einem Tiger lebt, auf die Spur zu kommen. Die Frau wird für Angriffe auf den Medizinmann des Stammes, Hakim, verantwortlich gemacht. Der Missionar glaubt, dass es sich bei der Frau um die vermisste Tochter des ermordeten Archäologenpaares Martindale handeln könnte. Die Martindales waren auf der Suche nach einem heiligen See, der Lagune des Todes genannt wird.
Hakim ist nicht glücklich mit Mahalas Rückkehr, der im Ausland studiert hat. Bevor Jim und Mahala das Dorf erreichen, verursachen Hakims Männer eine Steinlawine, doch die beiden Männer entkommen mit leichten Verletzungen. Im Dorf wird Mahala von seinen Anhängern willkommen geheißen. Er erfährt, dass Hakim geschworen hat, die weiße Frau zu töten und nun auf der Suche nach ihr ist. Auch Jim macht sich auf die Suche und begegnet dem Schatzsucher Barton, der mit seinen Männern wie die Martindales nach dem heiligen See sucht. Jim und Mahala können mehrere Anschläge von Hakims Leuten abwehren. Endlich finden sie Hinweise auf die Frau, die sie zu einer Höhle hinter einem Wasserfall führen. Hier finden sie eine Fotografie, die beweist, dass die Frau Joan Martindale ist. Ein Brief informiert sie, dass Hakim die Martindales opfern wollte.
Auch Barton erreicht die Höhle. Zusammen gelangen sie über einen getarnten Pfad zur Lagune. Barton und seine Männer tauchen nach Schätzen, während Jim Joan aus Treibsand rettet. Auch Hakim kommt zur Lagune. Barton ermahnt ihn, Jim, Mahala und Joan zu töten. Durch einen Sturz wird Jim bewusstlos und von Hakim zum Sterben liegengelassen. Er bringt Joan und Mahala zur Lagune, um sie dort zu opfern. Jim erwacht und alarmiert die Dschungeltiere. Die Tiere greifen an, wobei Hakim und Barton getötet werden. Mahala kehrt mit dem Schatz in sein Dorf zurück.

## Hintergrund
Gedreht wurde der Film vom 4. bis zum 13. September 1949 auf der Movie Ranch von Ray Corrigan im Simi Valley und im Los Angeles County Arboretum and Botanic Garden.
Zwischen 1948 und 1955 entstanden 16 Filme für die Reihe, alle mit Johnny Weissmüller in der Hauptrolle. Die Reihe begann für ihn direkt im Anschluss nach seinem letzten Tarzanfilm Tarzan in Gefahr.
Zum zweiten Mal nach Swamp Fire (1946) spielten Johnny Weissmüller und Buster Crabbe zusammen in einem Film. Beide waren Olympiasieger im Schwimmen, beide stiegen nach ihrer Schwimmkarriere ins Filmgeschäft ein. Beide waren Tarzandarsteller, wobei Weissmüller wesentlich erfolgreicher als Crabbe war.

## Veröffentlichung
Die Premiere des Films fand am 27. April 1950 statt. In der Bundesrepublik Deutschland kam er am 12. September 1952 in die Kinos.

## Kritiken
Der Kritiker der Variety war sich sicher, dass Jugendliche Weissmüllers Heldentaten befriedigend finden werden.
Der Kritiker des TV Guide sah den üblichen Dschungel-Unsinn, der nur durch die Zusammenarbeit von Weissmüller und Crabbe interessant sei.